# دائرة ورزازات
دائرة ورزازات هي إحدى دوائر إقليم ورززات، التابع لجهة درعة تافيلالت، المملكة المغربية. تضم الدائرة 6 جماعات قروية، وبلغ عدد سكانها 78570 فرداً سنة 2004 حسب الإحصاء الرسمي للسكان والسكنى. يتبع للدائرة 22 مشيخة و141 دوار.

## التقسيمات الإداريّة
تعتبر دائرة ورزازات إحدى الدوائر المشكّلة لإقليم ورززات، وهو التقسيم الإداري من المستوى الرابع المعتمد في المغرب. ينقسم إقليم ورززات إلى 15 جماعات قروية تختلف من حيث السكان والمساحة، والتي بدورها تنقسم إلى مشيخات تضم عدداً من الدواوير.